# NGC 141
NGC 141 je galaksija u zviježđu Ribe.

## Vanjske poveznice
- SEDS: NGC 0141